# Il cane e l'agnello
Il cane e l'agnello (Canis ad Agnum Inter capellas) è una favola di Fedro, scritta nel I secolo e inclusa nell'opera Fabulae.

## Trama
I protagonisti si trovano in un prato: un agnello sta belando fra le capre e un cane, vedendolo, gli dice: "Sciocco, il tuo gregge è da quella parte". Tutt'altro gli risponde l'agnello sostenendo che cercava la madre che lo allattava, trascurando i suoi piccoli, anziché la sua genitrice che lo ha abbandonato.
Il cane tenta di far ragionare l'agnello manifestando l'importanza della sua vera madre, ma l'agnello irremovibile dichiara che è meglio stare con una capra, giacché sua madre lo ha rifiutato e che presto, se fosse stato con lei, sarebbe diventato carne da macello: meglio restare con chi lo ama e lo cura.
Morale della favola: le persone spesso non osservano le leggi e preferiscono stare con chi amano.

## Testo
"Stulte", inquit "erras; non est hic mater tua;"

ovesque segregatas ostendit procul.

"Non illam quaero, quae, cum libitum est, concipit,

dein portat onus ignotum certis mensibus,

novissime prolapsam effundit sarcinam;

verum illam, quae me nutrit admoto ubere

fraudatque natos lacte, ne desit mihi".

"Tamen illa est potior quae te peperit"."Non ita est.

Unde illa scivit niger an albus nascerer?

Age porro: parere si voluisset feminam,

Quid profecisset, cum crearer masculus?

Beneficium sane magnum natali dedit,

Ut exspectarem lanium in horas singulas.

Cuius potestas nulla in gignendo fuit,

Cur hac sit potior quae iacentis miserita est

Dulcemque sponte praestat benevolentiam?

Facit parentes bonitas, non necessitas".

His demonstrare voluit auctor versibus

Obsistere homines legibus, meritis capi.»
"Stolto, stai sbagliando; tua madre non è qui";

e gli indica lontano le pecore separate dal gregge.

"Non cerco quella che mi ha concepito quando è piaciuto a lei,

che ha portato un fardello sconosciuto per un certo numero di mesi

e, per ultimo mi ha partorito;

cerco piuttosto chi mi nutre offrendomi le sue mammelle

e sottrendo il latte ai suoi nati perché non manchi a me".

"Quella che ti ha partorito è tuttavia più importante". "Assolutamente no" rispose l'agnello

"Sapeva forse se sarei nato bianco o nero?

Continuiamo: se avesse desiderato partorire una femmina

che avrebbe ottenuto partorendo un maschio?.

Mi ha fatto certo un grande regalo dandomi la vita,

considerando che attendo ogni momento l'arrivo del macellaio!

Quella che non ebbe alcun potere nel darmi la vita

perché deve essere considerata migliore di quella che ha avuto pietà di me

abbandonato e che gratuitamente mi offre la sua generosità?

E' l'amore e non il sangue che rende genitori".

Con questi versi l'autore vuole dimostrare che gli uomini che rifiutano le leggi si arrendono a chi fa loro del bene.»